# Church of Satan

Das Siegel des Baphomet ist das Siegel der Church of Satan

Die Church of Satan (CoS) wurde am 30. April 1966 von Anton Szandor LaVey in San Francisco gegründet. Die Church of Satan repräsentiert jenen Satanismus, der 1968 durch LaVeys „Satanic Bible“ kodifiziert wurde. Ihr Sitz befindet sich mittlerweile in New York City, im Quartier Hell’s Kitchen in Manhattan, wo die zwei amtierenden Hohepriester Peter Howard Gilmore und seine Frau Peggy Nadramia wohnen.

## Struktur
Die Church of Satan ist zentralistisch organisiert. Ihre Leitung, der „Order of the Trapezoid“, setzt sich aus den beiden Hohepriestern, jeweils einem Mann und einer Frau, und dem Entscheidungsgremium der „Council of Nine“ zusammen. Mitgliedschaften in der CoS können passiv oder aktiv sein. Aktive Mitglieder können sich als Medienrepräsentanten, sogenannte „Agents“, engagieren.
Ebenso gab es die Möglichkeit, einer Grotte beizutreten. „Grotten“ waren lokale Interessengruppen der Church of Satan. Einige Grotten traten öffentlich auf und verfügen über eigene Websites, andere zogen es vor, im Verborgenen zu operieren. Der Leiter einer Grotte war lediglich dazu autorisiert, sich im Namen seiner Grotte, nicht aber im Namen der Church of Satan zu äußern. Die einzelnen Grotten hatten keine zwingende Verbindung außer dem gemeinsamen Bekenntnis zum Satanismus, wie er von LaVey kodifiziert wurde. Durch das digitale Zeitalter wurden diese Grotten jedoch zusehends irrelevant und werden nun nach und nach aufgelöst.
In der Church of Satan gab es 1975 ein Schisma: Unter der Leitung des Church-of-Satan-Magister Michael Aquino spalteten sich einige Mitglieder der Church of Satan ab, um ihre eigene Organisation, den Temple of Set (ToS), zu gründen.

## Weltbild
Die Church of Satan vertritt einen atheistischen Standpunkt, dem zufolge es keinen allmächtigen, gütigen Schöpfergott gibt. Die Figur Satans wird als Archetyp gedeutet, mit dem sich der einzelne Satanist identifizieren kann.
Die Mitglieder praktizieren rituelle Magie, die jedoch nicht als Anrufung übernatürlicher Wesen verstanden wird, sondern als therapieähnliches Psychodrama zur Selbstbeeinflussung der Emotionen der Beteiligten, so dass deren Wunscherfüllung gefördert wird. Nach Aussage der Church of Satan bewegt sich diese Magie allerdings stets im Rahmen der Naturgesetze und stellt keine übernatürlichen Kräfte dar. Laut dem amerikanischen Religionswissenschaftler Hugh Urban verbinden sich in der Church of Satan religiöse Rituale mit burlesker Religionsparodie.

## Ethik
Ein aus der Satanischen Bibel entnommenes Zitat LaVeys verdeutlicht den Standpunkt der Church of Satan (alle weiteren auch aus der Satanischen Bibel):
„Samstagabends sah ich Männer beim Karneval halbnackten Mädchen hinterherstieren, und sonntagmorgens sah ich dieselben Männer auf der Kirchenbank mit ihren Ehefrauen und Kindern, wie sie Gott baten, ihnen zu vergeben und sie von ihren fleischlichen Sünden zu befreien. Und am nächsten Samstagabend würden sie wieder zurück beim Karneval oder anderen Stätten des Genusses sein. Da wurde mir klar, dass die christliche Kirche auf Heuchelei beruht und des Menschen fleischliche Natur hervortreten wird.“
Nach LaVey steht der Mensch nicht auf einer höheren Stufe als das Tier, und das Verdrängen oder Leugnen jeglicher Triebe sei unnatürlich und falsch. Somit solle man sich auf das Diesseits konzentrieren und ein ganz dem Lustgewinn gewidmetes Leben führen: “I break away from all conventions that do not lead to my earthly success and happiness” (Ich sage mich los von allen Konventionen, die mir nicht Erfolg und Zufriedenheit im Diesseits versprechen). Da der Mensch als gleichberechtigter Teil der Natur gesehen wird, werden Tiere bei LaVey hoch geachtet – sie verkörpern für ihn den wahren Satanisten, da sie rein nach ihren Trieben leben, während der Mensch durch spirituelle und intellektuelle Entwicklung zum bösartigsten aller Tiere geworden sei: “man…, because of his ‘divine spiritual and intellectual development’, has become the most vicious animal of all!” („Der Mensch… wurde durch seine ‚göttliche, spirituelle und intellektuelle Entwicklung‘ zum bösartigsten Tier von allen!“). Während viele andere Religionen und vor allem das Christentum die unbedingte Nächstenliebe als ein Ziel haben, sieht der Satanismus LaVeys tatsächlich oder scheinbar selbstverschuldet in Not Geratenen zu helfen als Verschwendung an: “Death to the weakling, wealth to the strong!” („Tod den Schwachen, Reichtum den Starken!“).
Aufgrund dessen kann man den Hedonismus und eine Art des Sozialdarwinismus als Kernpunkte des LaVey’schen Satanismus sehen.
Die Church of Satan sieht sich im Gegensatz zu den meisten Weltreligionen. Ein wichtiger Unterschied ist z. B., dass die Church of Satan nicht alle Menschen, sondern nur eine kleine Minderheit für sich gewinnen will. Nach dieser von Gilmore initiierten organisatorischen Richtlinie sieht sich die Church of Satan als „Alien Elite“ und will besonders Außenseiter und ungewöhnliche Menschen ansprechen. Der Status eines Mitglieds innerhalb der Kirche ist nach Aussage der Church of Satan abhängig vom Erfolg des Mitglieds in der Welt außerhalb der Kirche.
Auf der Website der Church of Satan kann man die „Richtlinien“ und „Verhaltensformen“ und einiges zum Selbstverständnis der Church of Satan nachlesen. Einige Auszüge:
Die neun satanischen Grundsätze
1. Satan bedeutet Sinnesfreude anstatt Abstinenz
2. Satan bedeutet Lebenskraft anstatt Hirngespinste
3. Satan bedeutet unverfälschte Weisheit anstatt heuchlerischem Selbstbetrug
4. Satan bedeutet Güte gegenüber denjenigen, die sie verdienen, anstatt Verschwendung von Liebe an Undankbare
5. Satan bedeutet Rache anstatt Hinhalten der anderen Wange (Matthäus 5,39 EU)
6. Satan bedeutet Verantwortung für die Verantwortungsvollen anstatt Fürsorge für psychische Vampire
7. Satan bedeutet, dass der Mensch lediglich ein Tier unter anderen Tieren ist, manchmal besser, häufig jedoch schlechter als die Vierbeiner, da er aufgrund seiner „göttlichen, geistigen und intellektuellen Entwicklung“ zum Bösartigsten aller Tiere geworden ist
8. Satan bedeutet alle sogenannten Sünden, denn sie alle führen zu physischer, geistiger oder emotionaler Erfüllung
9. Satan ist der beste Freund, den die Kirche jemals gehabt hat, denn er hat sie all die ganzen Jahre über am Leben erhalten

Die neun satanischen Sünden
1. Dummheit
2. Anmaßung
3. Solipsismus
4. Selbsttäuschung
5. Zugehörigkeit zur Herde
6. Mangel an Perspektiven
7. Vergesslichkeit gegenüber früheren Grundsätzen
8. Kontraproduktiver Stolz
9. Mangel an Ästhetik

Die elf satanischen Regeln der Erde
1. Gib deine Meinung oder Ratschläge nicht preis, außer du wurdest gefragt.
2. Berichte anderen nicht von deinen Sorgen, es sei denn, du bist dir sicher, dass sie sie hören wollen.
3. Wenn du dich in den Räumlichkeiten eines anderen aufhältst, erweise ihm Respekt oder geh nicht dort hin.
4. Wenn dich ein Gast in deinen Räumlichkeiten belästigt, behandle ihn grausam und ohne Gnade.
5. Starte keine sexuellen Annäherungsversuche, außer du bekommst ein Signal dazu.
6. Nimm nichts an dich, was dir nicht gehört, es sei denn, es ist eine Bürde für die andere Person und sie schreit danach, davon erlöst zu werden.
7. Respektiere die Kraft der Magie, wenn du sie erfolgreich eingesetzt hast, um deine Wünsche zu erfüllen. Wenn du die Kraft der Magie abstreitest, nachdem du sie erfolgreich angerufen hast, wirst du alles verlieren, was du hast.
8. Beschwere dich über nichts, dem du dich nicht aussetzen musst.
9. Verletze keine kleinen Kinder.
10. Töte keine nicht-menschlichen Tiere, solange du nicht angegriffen wirst oder Essen brauchst.
11. Wenn du in offenem Gelände unterwegs bist, belästige niemanden. Wenn dich jemand belästigt, fordere ihn dazu auf, dies zu unterlassen. Wenn er nicht damit aufhört, vernichte ihn.

## Prominente Mitglieder
- Sammy Davis, Jr. (Ehrenmitglied)[6]
- Brian Hugh „Marilyn Manson“ Warner (Priester)[7][8][9]
- Matt Skiba (Alkaline Trio)[10][11]
- Marc Almond (ehemaliges Mitglied)[12][13][14]
- King Diamond (Mercyful Fate; Mitglied auf Lebenszeit)[15][16]
- Thomas Thorn (The Electric Hellfire Club, Ex-My Life with the Thrill Kill Kult)[17]
- Boyd Rice[18][19]
- Michael Moynihan (Blood Axis)[20]
- Oliver Fehn[21] (ehemaliges Mitglied; ausgetreten im April 2011[22])
- Vincent Crowley (Acheron; ehemaliges Mitglied)[23][24]
- Nathan Gray (Gründer und Sänger von Boysetsfire)[25]